# Highlands (Texas)
Pour les articles homonymes, voir Highlands.
Highlands est une census-designated place située dans le comté de Harris, dans l’État du Texas, aux États-Unis. Sa population s’élevait à 8 612 habitants lors du recensement de 2020.